# Matheus Cruz Vergueiro e Silva
Matheus Cruz Vergueiro e Silva (Jacareí, 24 de fevereiro de 1996) é um jogador brasileiro de rúgbi. Atualmente defende o Jacareí Rugby e também defende com frequência a seleção brasileira de rugby union e de rugby sevens

## Carreira
Matheus Cruz iniciou no rúgbi em 2010 a convite de um amigo. Cruz, como é chamado, treinava futebol em categorias de base e trocou de esporte após conhecer o rúgbi. Desde então, iniciou nas categorias de base do Jacareí Rugby, onde ganhou destaque nacional e internacional ao vencer por duas vezes o prêmio de Melhor Atleta Juvenil Masculino em 2013 e 2015. Como parte do prêmio, o atleta ganhou a bolsa Michel Etlin para atuar na Nova Zelândia por um período de um ano, com o intuito de se desenvolver no rúgbi.
Quando retornou ao Jacareí, Matheus Cruz venceu novamente o prêmio em 2015. O Atleta coleciona títulos pelas categorias de base do clube jacareiense e também pela equipe adulta. Pelos jacarés foi campeão brasileiro de sevens em 2017 e de XV em 2017. Foi dele, inclusive, o try decisivo para a conquista do Campeonato Brasileiro de XV, pelo Jacareí.
Além desses títulos, também esteve no grupo na Taça Tupi 2016, no Paulista 7's 2015 e no Campeonato Paulista M19. Também foi vice-campeão Paulista com o Jacareí Rugby em 2017.

## Seleção Brasileira
Desde que começou a se destacar na base do Jacareí Rugby, Matheus Cruz é frequentemente convocado para as seleções de XV e também de 7's. Esteve, por exemplo, com o Brasil em torneios como o Roma Sevens, quando foi vice-campeão, e no Americas Rugby Championship 2017.

## Estatísticas
Em atualização 

### Clubes
| Equipe            | Temporada         | Campeonatos estaduais XV [a] | Campeonatos estaduais XV [a] | Campeonatos estaduais XV [a] | Campeonatos estaduais XV [a] | Campeonato nacional XV [b] | Campeonato nacional XV [b] | Campeonato nacional XV [b] | Campeonato nacional XV [b] | Outros torneios | Outros torneios | Outros torneios | Outros torneios | Total | Total  | Total | Total      |
| Equipe            | Temporada         | Jogos                        | Pontos                       | Tries                        | Conversões                   | Jogos                      | Pontos                     | Tries                      | Conversões                 | Jogos           | Pontos          | Tries           | Conversões      | Jogos | Pontos | Tries | Conversões |
| ----------------- | ----------------- | ---------------------------- | ---------------------------- | ---------------------------- | ---------------------------- | -------------------------- | -------------------------- | -------------------------- | -------------------------- | --------------- | --------------- | --------------- | --------------- | ----- | ------ | ----- | ---------- |
| Jacareí           | 2013              |                              |                              |                              |                              | —                          | —                          | —                          | —                          |                 |                 |                 |                 |       |        |       |            |
| Jacareí           | 2014              |                              |                              |                              |                              | —                          | —                          | —                          | —                          |                 |                 |                 |                 |       |        |       |            |
| Jacareí           | 2015              |                              |                              |                              |                              | 8                          | 14                         | 1                          | 0                          |                 |                 |                 |                 | 8     | 14     | 1     | 0          |
| Jacareí           | 2016              |                              |                              |                              |                              | —                          | —                          | —                          | —                          |                 |                 |                 |                 |       |        |       |            |
| Jacareí           | 2017              |                              |                              |                              |                              | 10                         | 26                         | 3                          | 1                          |                 |                 |                 |                 | 10    | 26     | 3     | 1          |
| Jacareí           | 2018              | 0                            | 0                            | 0                            | 0                            | 3                          | 27                         | 2                          | 7                          | —               | —               | —               | —               | 3     | 27     | 2     | 7          |
| Jacareí           | Total             | 0                            | 0                            | 0                            | 0                            | 21                         | 67                         | 6                          | 8                          | 0               | 0               | 0               | 0               | 21    | 67     | 6     | 8          |
| Total na carreira | Total na carreira | 0                            | 0                            | 0                            | 0                            | 21                         | 67                         | 6                          | 8                          | 0               | 0               | 0               | 0               | 21    | 67     | 6     | 8          |

- a. ^ Em Campeonatos Estaduais, incluindo jogos e pontos do Campeonato Paulista.
- b. ^ Em Campeonatos Nacionais XV, incluindo jogos e pontos da Taça Tupi, Super 8, Super 10 e Super 16.

### Seleção Brasileira
| Ano   |       |        |       |            |       |
| Ano   | Jogos | Pontos | Tries | Conversões | Média |
| ----- | ----- | ------ | ----- | ---------- | ----- |
| 2018  | 0     | 0      | 0     | 0          | 0     |
| Total | 0     | 0      | 0     | 0          | 0     |

## Títulos

### Como Jogador
Jacareí Rugby
- Campeonato Brasileiro: 2017[8], 2024

- Campeonato Brasileiro 7's: 2017[9], 2018[10], 2019, 2022[11]
- Campeonato Brasileiro - Série B: 2016
- Copa Caipira XV: 2024
- Copa Caipira 7s: 2024
- Campeonato Paulista 7's: 2015
- Campeonato Paulista M19: 2015
- Brasil Sevens M19: 2011
- Campeonato Paulista M16: 2012
- Copa Cultura Inglesa M16: 2012

### Como Treinador
Jacareí Rugby
- Campeonato Brasileiro: 2024
- Copa Caipira XV: 2024
- Copa Caipira 7s: 2024
- Copa São Paulo M16 Feminino: 2018
- Campeonato Paulista de 7's M16: 2019
- Campeonato Paulista de 7's M19: 2019

## Prêmios e Indicações
| Ano  | Prêmio              | Categoria                              | Clube         | Resultado |
| ---- | ------------------- | -------------------------------------- | ------------- | --------- |
| 2013 | Troféu Brasil Rugby | Melhor Atleta Juvenil Masculino        | Jacareí Rugby | Venceu    |
| 2014 | Rômulo Rambaldi     | Atleta do Ano                          | Jacareí Rugby | Indicado  |
| 2015 | Rômulo Rambaldi     | Atleta Destaque M19                    | Jacareí Rugby | Venceu    |
| 2015 | Troféu Brasil Rugby | Melhor Atleta Juvenil Masculino        | Jacareí Rugby | Venceu    |
| 2016 | Troféu Brasil Rugby | Atleta Revelação Masculino de Rugby XV | Jacareí Rugby | Indicado  |